# Gavce
Gavce je naselje u slovenskoj Općini Šmartnom ob Paki. Gavce se nalazi u pokrajini Štajerskoj i statističkoj regiji Savinjskoj. 

## Stanovništvo
Prema popisu stanovništva iz 2002. godine naselje je imalo 384 stanovnika.